# Tony Almeida
Tony Almeida (Anthony "Tony" Almeida) er en fiktiv person i den amerikanske action-/spændingsserie 24 Timer, spillet af Carlos Bernard
| 24 Timer | Spire Denne artikel om tv-serien 24 Timer er en spire som bør udbygges. Du er velkommen til at hjælpe Wikipedia ved at udvide den. |